# Alphitonia petriei
Alphitonia petriei là một loài thực vật có hoa trong họ Táo. Loài này được Braid & C.T.White mô tả khoa học đầu tiên năm 1925.